# الفساد في البرازيل

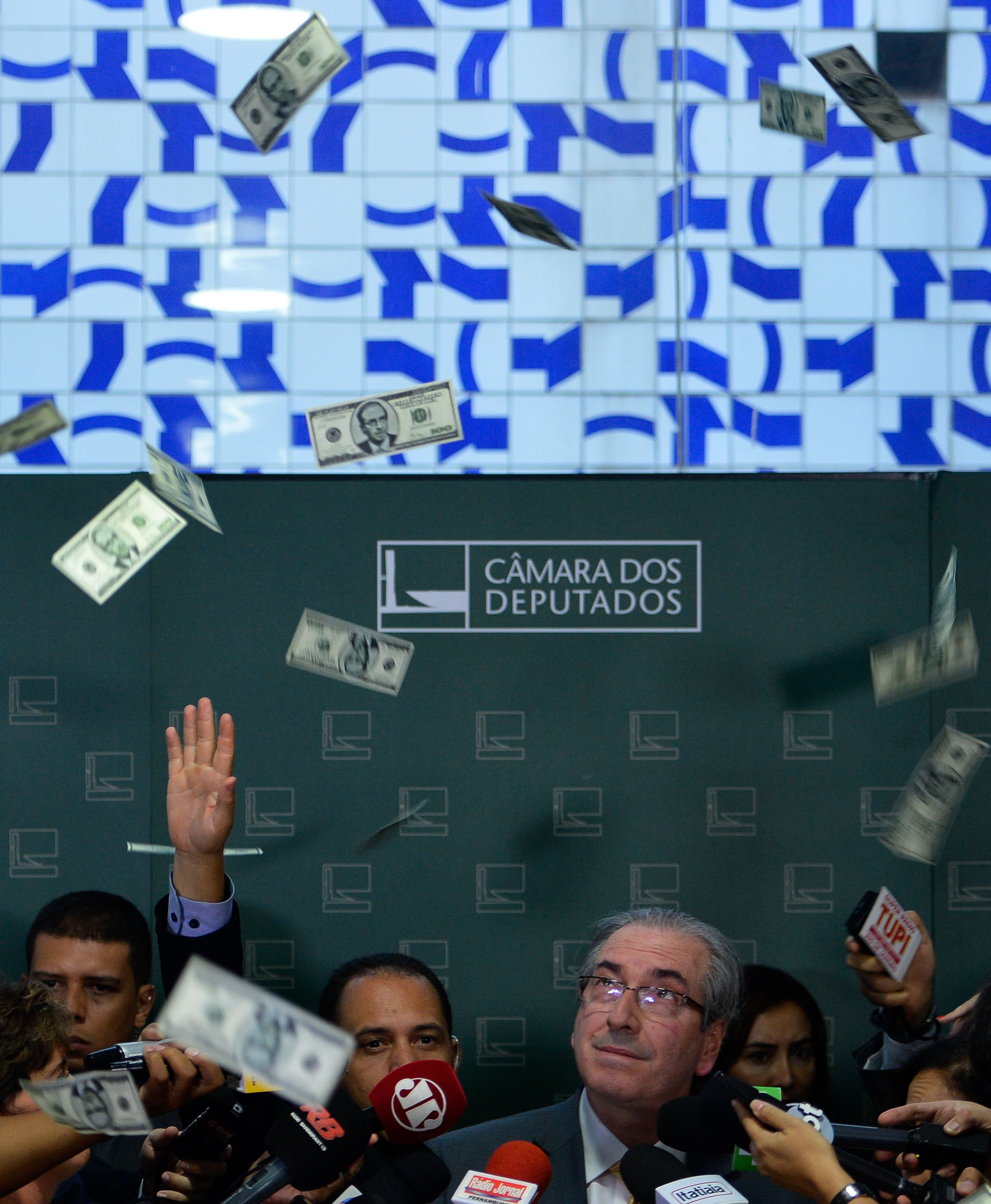

يوجد الفساد في البرازيل في كافة مستويات المجتمع من أعلى المناصب السياسية إلى أصغر البلديات. أظهرت عملية «غسيل السيارة» استغلال أعضاء مركزيين في الحكومة لصلاحيات مناصبهم العامة في عمليات السعي وراء الريع، تتراوح هذه العمليات من الدعم السياسي إلى سحب الأموال من المؤسسات التابعة للدولة من أجل المكاسب الشخصية. تُشير كلمة  مينسالاو -  mensalao عادةً، إلى عملية تحويل أموال الضرائب إلى مخصصات شهرية لأعضاء الكونغرس من أطراف سياسية أخرى مقابل شراء دعمهم وأصواتهم في الكونغرس. استخدم السياسيون شركة النفط بيتروبراس التي تملكها الدولة وتديرها لجمع مئات ملايين الريالات البرازيلية للحملات السياسية والثراء الشخصي.
اعتُبر الفساد من بين القضايا العديدة التي أثارت احتجاجات عام 2013. سبب الفساد انخفاضًا في الاستثمارات العامة في الصحة والتعليم والبنى التحتية والأمن والمأوى (الإسكان) وسائر الحقوق الأساسية الأخرى، وتوسّع الاستعباد الاجتماعي وعدم المساواة.

## التعريف
توجد جميع أشكال الفساد. تنتشر الزبونية ومحاباة الأصدقاء والمحسوبية بشكل واسع في البرازيل، ويذكر العديد من النقاد كيف شوهد اختلاط بعض أعضاء المحكمة العليا البرازيلية مع السياسيين بشكل علني. تنتشر الرشوة أيضًا في جهاز الشرطة والمكاتب البرازيلية. ولكن واحدًا من أكثر الأنواع شيوعًا للفساد في البرازيل هو اختلاس الأموال العامة عن طريق المغالاة في الفواتير، حرفيًا «الفوترة الفائقة». تسمح هذه الطريقة بإغناء (إثراء) الأفراد لأنفسهم، وتمويل الحملات السياسية أيضًا (كما حصل في فضحية بيتروبراس)، وتظهر بقوة في العقود العامة مع الشركات الخاصة. من الأمثلة الرئيسية على ذلك، عمليات البناء (الإنشاءات)، ضمن عقود بناء الطرق والصرف الصحي والأبنية العامة. يُقدر بأن 30% من الأموال العامة البرازيلية قد اختُلست بهذه الطريقة كل سنة. قدّر رئيس بيتروبراس، ألدمير بيندين، في عام 2015  خسائر الشركة بسبب فضائح الفساد باثنين مليار دولار أميركي. انخفضت بورصة الشركة، لكنها بدأت تتعافى لاحقًا.

## الحجم
حجم الفساد في البرازيل هائل، لكن يوجد قصور في الإبلاغ عنه إعلاميًا بشكل كبير، ولم يجر التحقيق فيه أو مقاضاة الفاسدين أو إلحاق العقوبات بهم تاريخيًا، لذا من الصعب تقدير فداحة المشكلة. ربما يغير تحقيق فضيحة «غسيل السيارة» من هذا التوجه. تزيد حالة الفساد في البرازيل من اقتصاد الظل الموجود أساسًا بشكل كبير، والذي تقدر بعض المصادر أنه 16.1% من الناتج المحلي الإجمالي، هذا الرقم التقديري غالبًا أقل بكثير من الواقع الذي يجب أن يحتسب اقتصاد الظل أيضًا. يصنف مؤشر مدركات الفساد -حسب منظمة الشفافية الدولية لعام 2016 - البلاد في المرتبة التاسعة والسبعين من أصل 176 بلد.

## الفساد السياسي
ينتشر الفساد السياسي بكثرة في البرازيل. بدأت تُنشر سلسلة من المصادر منذ وقت قصير والتي توثق فسادًا تاريخيًا، بعضها مع مراجع تعود للحقبة الاستعمارية. كشف تحليل فريد مختص بالشبكات المعقدة، ارتباطات بين هؤلاء المتورطين بفضائح الفساد والتي لا تتضمن سياسيين نشطين فحسب (منتخبين وغير منتخبين)، لكن أيضًا شركات، مملوكة من قبل الدولة وشركات خاصة، جرى تفضيلها في عمليات اختيار تنفيذ مشاريع البنى التحتية الضخمة، أشير إلى بعضها في وثائق بنما ووثائق الجنة. جرى مقارنة تعقيد هكذا شبكات فساد بالمافيا، وبشبكات تهريب المخدرات والشبكات الإرهابية.
تعتبر ممارسة عملية المغالاة في الفواتير (الفوترة الفائقة) في البرازيل شائعة كثيرًا في العقود وعمليات شراء المنشآت العامة. اُفيد بحالات جديدة على ذلك، إذ جرى شراء المنتجات المستخدمة في المدارس الابتدائية الصغيرة مثل أقلام الرصاص والدفاتر بفواتير مبالغ بها، كما في مشاريع البناء الضخمة والطرق وملاعب كرة القدم (يتجلى ذلك أيضًا في الفعاليات الكبيرة مثل الأولمبياد وكأس العالم). من الأمثلة المؤسفة على ذلك هو مدينة برازيليا بذاتها، إذ يعتقد المؤرخون بأن كلفة بنائها كان مبالغًا فيها عندما بُنيت في أواخر ستينيات القرن العشرين.

### الحقبة العسكرية
توجد أدلة قليلة أو معدومة تقريبًا منشورة حول الفساد خلال الحقبة العسكرية الديكتاتورية (1964-1988). مؤخرًا، على أية حال، أصبحت عدة حالات معروفة لدى العامة واستُعرضت في الكتب من ضمنها سلسة إيليو غاسباري في مجال التحليلات التاريخية وفي الأخبار. تراوحت الحالات من تهريب الويسكي والملابس الفاخرة إلى حالات سلب صريحة للشركات من قبل الحكام العسكريين المُكلّفين (على رأس عملهم) (مثال: هارولدو ليون بيتريس حاكم ولاية بارانا)، الذين ميّزوا شركاتهم بشكل غير قانوني للحصول على تراخيص المقاولات (مثال: أنتونيو كارلوس ماغالايس وماغنيسيتا) واستخدموا الأموال العامة لإنقاذ شركاتهم من الإفلاس (مثال: باولو معلوف وزوجته سيلفيا في قضية لطفالله). أشارت الوثائق البريطانية إلى عدد من القضايا الأخرى التي جرى التكتم عليها في سبعينيات القرن العشرين، منها عملية الشراء الباهظة لمعدات المملكة المتحدة لبناء السفن في البرازيل.

### حكومة سارني
مع سقوط الحكم العسكري، وبدء عملية إعادة بناء الديمقراطية، بدأت الاتهامات بالفساد تنتشر في الأخبار وتتلقى اهتمامًا، على كافة الصعد الحكومية، تضمنت الرئيس خوسيه سارني (المكلّف في وقتها)، بالرغم من توقف المجلس الوطني عن متابعة الاتهامات. أشارت الاتهامات الأساسية إلى عملية المغالاة في الفواتير والتجاوزات في مشاريع البنى التحتية العامة بالتعاون مع الشركات الخاصة، مثل حالة الخط الحديدي الشمالي الجنوبي. اتُهم سارني أيضًا بممارسة المحسوبية، مُفضلًا الأقارب والأصدقاء في منح تراخيص المحطات التلفازية والإذاعية. أدى السخط إلى انفصال جزء من أعضاء حزب الحركة الديمقراطية البرازيلية وتأسيسهم للحزب الديمقراطي الاجتماعي البرازيلي. حدثت  ذروة الأزمة السياسية خلال تشكيل الدستور الجديد، في المجلس الوطني التأسيسي. إذ خضعت فترة حكم سارني للاستجواب، وفي النهاية أُبقيت على خمس سنوات بدلًا من أربعة.
بدأت لجنة تحقيق برلمانية في عام 1988 بالتحقيق في تهم الفساد، ورُفعت عدة طلبات محاكمة (محاكمة برلمانية لرجال الدولة).

### حكومة كولور
ظهرت واحدة من أكثر فضائح الفساد شهرةً في سقوط الرئيس فيرناندو كولور ميلو، أول رئيس أمريكي لاتيني يخضع لمحاكمة فعلية.
ظهرت الاتهامات الأولى في الفصل الثاني من حكومة كولور. استقال رئيس بيتروبراس حينذاك، لويس أوكتافيو دا موتا فييغا، مدعيًا الضغط من المستشار المالي السابق لحملة كولور، باولو سيزار فارياس، وشقيق زوجة الرئيس، السفير ماركوس كويمبرا، ليعرض قروضًا على شركة الطيران فاسب - VASP، التي خُصصت لتوها. في عام 1991، اتُهمت السيدة الأولى روزان كولور بالتجاوزات في جمعية الاتحاد البرازيلي للإعانة. في شهر مايو عام 1992، اتهم بيدرو كولور، شقيق الرئيس، فارياس بالثراء غير المشروع وبأنه  «غطاء» للرئيس في عمله، في مقابلة لصالح مجلة فيخا.
تراكمت الفضائح حتى عام 1993، عندما تشكلت هيئة تحقيق برلمانية أخرى، وأصبحت معروفة بشكل شائع باسم هيئة التحقيق البرلمانية للميزانية، كان يرأسها آنذاك غارباس باسارينو. على أية حال، في عام 2014، أُسقطت الاتهامات من قِبل الهيئة الفدرالية العليا وتبرّأ كولور.

### حكومة فيرناندو أنريك كاردوسو
تعرضت حكومة فيرناندو أنريك كادوسو التي يقودها الحزب الديمقراطي الاجتماعي البرازيلي لسلسلة من اتهامات الفساد أيضًا، كان أولها حول «المساعدة» الفدرالية المعروضة على البنوك مثل البنك الوطني والبنك الاقتصادي، وتشكيل برنامج تشجيع إعادة هيكلة وتعزيز النظام المالي الوطني.
تضمنت العديد من القضايا خصخصة الشركات الحكومية. كان أحد الأشخاص المشار إليهم في الاتهامات هو المدير السابق لبنك البرازيل، ريكاردو سيرجيو دي أوليفيرا، الذي كان مسؤولًا عن الموارد المالية لحملة كاردوسو الانتخابية، الذي فضل العمل مع الاتحاد المُشكل مع تيليكوم إيطاليا وبنك أوبورتونيتي لإدارة الأصول لدانييل دانتاس. كانت تسجيلات المكالمات الصوتية محورية في العديد من الاتهامات المتعلقة بالحزب الديمقراطي الاجتماعي البرازيلي.  أظهرت المحادثات بين وزير الاتصالات، لويز كارلوس ميندونسا دي باروس، ورئيس بنك التنمية البرازيلي حينها، آندريه لارا ريزينديه، جهودًا لمنفعة اتحاد أوبورتونيتي.